# Totem Pole (Monument Valley)
Der Totem Pole (englisch Totempfahl) ist eine markante Felsnadel im Monument Valley im US-Bundesstaat Arizona. Der Härtling aus Sandstein erlangte als Filmkulisse besondere Berühmtheit und gehört neben den Mitten Buttes und den Three Sisters zu den bekanntesten Formationen des Parks. Die Navajo Nation verbietet jegliches Klettern in ihrem Gebiet, was neben diesem auch alle anderen Felsen im Monument Valley betrifft.

## Lage und Umgebung

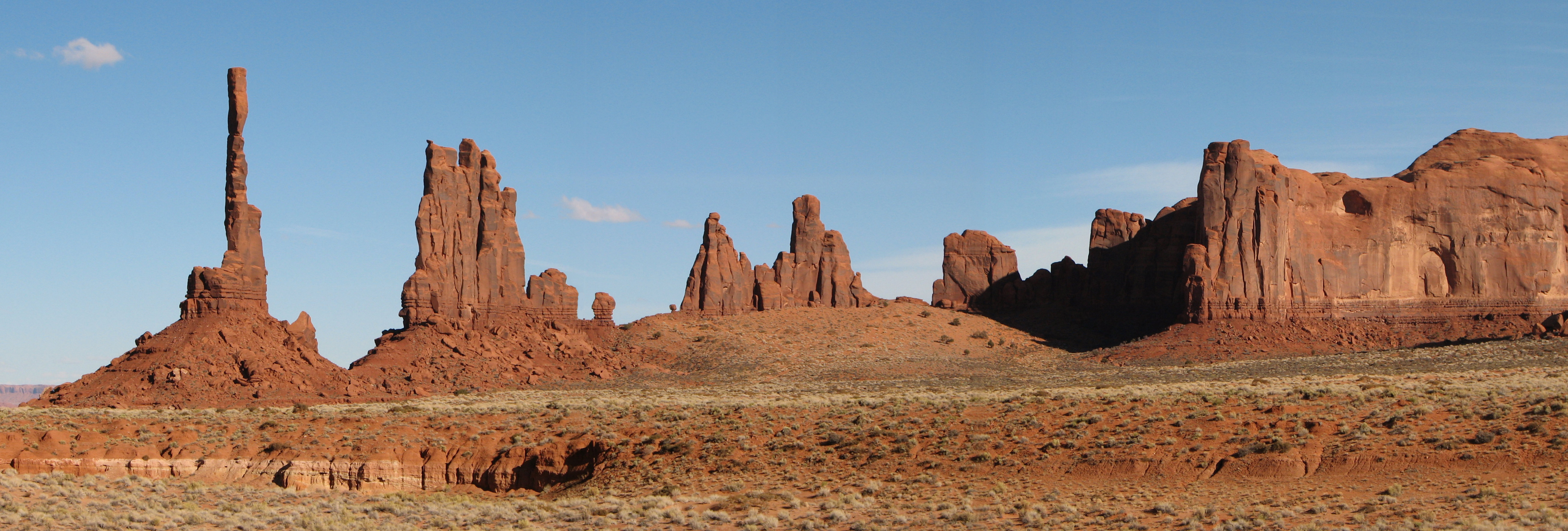
Totem Pole (ganz links) und Yei Bi Chei von Westen

Der Totem Pole liegt am südöstlichen Rand des Monument Valley Tribal Parks im Navajo County im Norden von Arizona. Man erreicht ihn und die anschließende Formation Yei Bi Chei vom Besucherzentrum nahe der US 163 über eine etwa elf Kilometer lange unbefestigte Sandpiste, die als einziger Teil des Gebietes von Nicht-Navajo befahren werden darf.
Nordwestlich liegen die Sand Springs, eine von Flugsand bestimmte Senke, und die Felsstruktur Big Chair, nach Osten ist das Plateau weitgehend offen und flach. Die Staatsgrenze zu Utah verläuft acht Kilometer nördlich, die County-Grenze vier Kilometer östlich des Poles. In Arizona befindet sich eine weitere Felsnadel mit dem Namen Totem Pole im Lower Devil’s Canyon bei Queen Creek etwa sieben Autostunden entfernt.

## Geologie
Der Totem Pole und die benachbarten Felsformationen bestehen aus jenem roten Sandstein, der der Gegend ihren einzigartigen Charakter verleiht. Es handelt sich bei den vielgestaltigen Felsen um Härtlinge, die in Jahrmillionen von Wind und Wasser geformt wurden. Der von der Erosion besonders markant gezeichnete Totem Pole überragt das Umland um 137 Meter und ist von einem Schuttkegel mit einem Durchmesser von 150 Meter umgeben. Eine Reihe weiterer Monolithe (Yei Bi Chei) verläuft im Halbrund in südöstlicher Richtung zu einem namenlosen, grätenförmigen Tafelberg (spanisch Mesa) hin.

## Kultur und Medien
Die Felsnadel wurde erstmals zwischen 11. und 13. Juni 1957 von Mark Powell, Jerry Gallwas, Don Wilson und Bill „Dolt“ Feuerer bestiegen. Die Viererseilschaft hatte dabei mit starkem Wind und Regen zu kämpfen. Im darauffolgenden Jahr wurde auf Drängen der ansässigen Navajo der Monument Valley Tribal Park eingerichtet und die Besteigung aller Felsen verboten. Bereits die um 1300 in dem Gebiet jagenden und sammelnden San Juan Band Paiute schrieben der imposanten Landschaft übernatürliche Kräfte zu. Der Totem Pole etwa wurde als durch einen Blitzschlag versteinerte Gottheit gesehen.
Eine der letzten Besteigungsgenehmigungen wurde 1975 einer Filmcrew aus Hollywood erteilt.
Clint Eastwood, Regisseur und Hauptdarsteller des Thrillers Im Auftrag des Drachen, bestieg den Totem Pole gemeinsam mit Nebendarsteller George Kennedy. Dass die beiden Schauspieler es tatsächlich auf die Spitze geschafft haben, wird im Film durch eine Einstellung aus der Vogelperspektive verdeutlicht. Zuvor musste die Route von den professionellen Kletterern Eric Bjørnstad und Ken Wyrick erschlossen werden. Außerdem waren Stuntmen und drei kletternde Kameraleute an der Entstehung der Szene beteiligt. Insgesamt verbrachte die Crew im Rahmen der Dreharbeiten 14 Tage am Pole und den Felswänden in seiner Umgebung und befreite diese nach Drehende, wie vom Navajo Council gefordert, von sämtlichen Fels- und Bohrhaken. Laut Bjørnstad, der die Felsnadel als „dünnsten, höchsten Sandsteinturm der Welt“ betitelte, handelte es sich bei der Filmexpedition um den fünften Aufstieg.
Bereits zuvor wurde der Totem Pole mehrmals in Spielfilmen gezeigt, unter anderem in den John-Ford-Western Der Schwarze Falke (1956), Das war der Wilde Westen (1962) und Cheyenne (1964). In Stanley Kubricks Science-Fiction-Epos 2001: Odyssee im Weltraum (1968) ist die Felsnadel während der psychedelischen Reiseerfahrung des Astronauten Dave Bowman am Rand eines Falschfarbenbildes zu sehen.